# Поле битвы (сингл)
| Оценки критиков | Оценки критиков |
| Источник        | Оценка          |
| --------------- | --------------- |
| Darkside        | 7/10            |

«По́ле би́твы» — сингл группы Ария, вышедший 14 ноября 2009 года. Помимо заглавной песни на диске имеются инструментальная композиция, являющаяся обработкой Владимира Холстинина оперы А. П. Бородина «Князь Игорь», названная «На крыльях ветра», и композиция «Попурри», являющаяся сведением треков с юбилейного концерта «Ария XX лет». Сама аудиоверсия концерта была издана только в 2021 году.
Последний релиз группы с Артуром Беркутом в качестве вокалиста.

## О сингле
16 октября 2020 года на цифровых площадках вышли перезаписанные версии альбомов группы «Крещение огнём» (2003) и «Армагеддон» (2006) с подзаголовками «Перезагрузка» и вокалом Михаила Житнякова. Причиной перезаписи стал конфликт авторских прав — группа не смогла получить разрешения на публикацию от вокалиста оригинальной записи Артура Беркута. Бонус-треком в перезапись «Крещения огнём» вошла композиция «Поле битвы» с бэк-вокалом Житнякова вместо Беркута, а в перезапись «Армагеддона» вошёл инструментал «На крыльях ветра». Однако, впоследствии конфликт был разрешён, и оригинальная версия композиции «Поле битвы» в декабре 2022 года вошла в сборник группы Ballads.
Фрагменты инструментала «На крыльях ветра» вошли в Intro концертного альбома редких песен коллектива «Это рок», изданного в 2025 году.

## Список композиций
| №  | Название                                                                                            | Текст песни             | Музыка                                | Длительность |
| -- | --------------------------------------------------------------------------------------------------- | ----------------------- | ------------------------------------- | ------------ |
| 1. | «Поле битвы»                                                                                        | Маргарита Пушкина       | Виталий Дубинин                       | 5:50         |
| 2. | «На крыльях ветра» (инструментал)                                                                   |                         | Александр Бородин, Владимир Холстинин | 4:44         |
| 3. | «Попурри (Небо тебя найдет; Ангельская пыль; Кровь за кровь; Обман; Баллада о древнерусском воине)» | Александр Елин, Пушкина | Холстинин, Дубинин                    | 10:11        |

## Участники записи
- Виталий Дубинин — бас-гитара, вокал (1)
- Артур Беркут — вокал (3), бэк-вокал (1)
- Владимир Холстинин — гитара, акустическая гитара
- Сергей Попов — гитара
- Максим Удалов — барабаны
- Дмитрий Калинин — режиссёр
- Сергей Боголюбский — мастеринг
- Лео Хао — художник
- Тимофей Щербаков — дизайн